# Sideridis
Sideridis är ett släkte av fjärilar som beskrevs av Jacob Hübner 1821. Sideridis ingår i familjen nattflyn, Noctuidae. 

## Dottertaxa tillSideridis, i alfabetisk ordning[2][1]
- Sideridis albicolon Sepp, 1786 (synonym till Sideridis turbida)
  - Sideridis albicolon cinerascens Tutt, 1889
- Sideridis anapheles Nye, 1975
- Sideridis chersotoides Wiltshire, 1956
- Sideridis codyi Hulstaert, 1924
- Sideridis congermana Morrison, 1874
- Sideridis eutherma Lower, 1901
- Sideridis fraterna Moore, 1888
- Sideridis inanis Oberthür, 1880
- Sideridis incommoda Staudinger, 1888
- Sideridis inquinata Warren, 1913
- Sideridis irkutica Sukhareva, 1979
- Sideridis marginata Köhler, 1947
- Sideridis maryx Guenée, 1852
- Sideridis palleuca Turner, 1930
- Sideridis palmillo Barnes, 1907
- Sideridis pseudoyu Rothschild, 1916
- Sideridis reticulata Goeze, 1781, Vitribbat lundfly
- Sideridis rivularis Fabricius, 1775, Violettrött nejlikfly
- Sideridis rosea Harvey, 1874
- Sideridis sericea Warren, 1915
- Sideridis simplex Staudinger, 1889
  - Sideridis simplex nepalensis Boursin, 1964
- Sideridis tridens Köhler, 1947
- Sideridis turbida Esper, 1790, Vitpunkterat lundfly
- Sideridis unica Leech, 1889
- Sideridis vibicosa Turner, 1920
- Sideridis vindemialis Guenée, 1852

## Bildgalleri

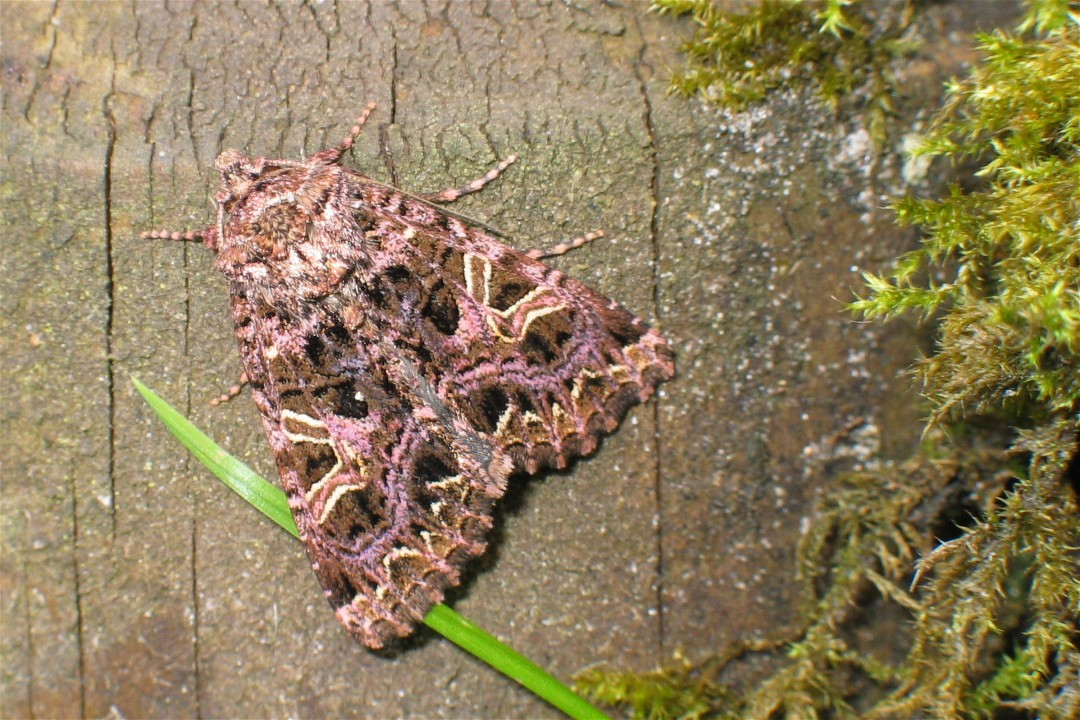